# Jaime Claramunt
Jaime Claramunt Mesa (La Habana, 7 de junio de 1867 — ibíd., 10 de marzo de 1949) fue un periodista cubano.

## Biografía
Pertenecía a una familia de catalanes instalados en Cuba, y en 1896 fue encarcelado por las autoridades españolas a causa de sus artículos en La República Cubana y por apoyar la independencia de Cuba. Después de instalarse en Barcelona, fundó y dirigió la revista Cuba en Europa y, tiempo más tarde, sería director del diario barcelonés El Diluvio (1916-1938), con el que fue testigo de los principales acontecimientos de la época en Cataluña. Escribió numerosos artículos contra Alejandro Lerroux que recogió en el libro El peor enemigo de la República. Durante la Guerra Civil Española se mantuvo en la dirección del diario hasta que en marzo de 1938 fue desplazado de la dirección por los partidarios de Juan Negrín. Desde entonces regresó a Cuba, donde colaboró en programas de radio y, antes de fallecer, compiló sus memorias en Memorias de un viejo periodista (1947).